# Могилата (вилна зона)
 Тази статия е за вилната зона в София, България.  За местността в Самоков вижте Черният кос.  
„Могилата“ е малка вилна зона в град София, България, разположена в район „Витоша“, на 9,3 километра южно от центъра на града.
Разположена е южно от кварталите „Симеоново“ и „Драгалевци“, на горното течение на Сухата река. Граничи с „Драгалевци“ на север и е оградена от невключени в квартали части на планината Витоша от другите страни.

## Улици и произход на имената им
| Път                | Наречен на                                     | Местоположение |
| ------------------ | ---------------------------------------------- | -------------- |
| „Сава Доброплодни“ | Сава Доброплодни (1820 – 1894), просветен деец | Карта          |
| „Цар Михаил Асен“  | Михаил II Асен (1238 – 1256), цар на България  | Карта          |